# Rund um Berlin 1956

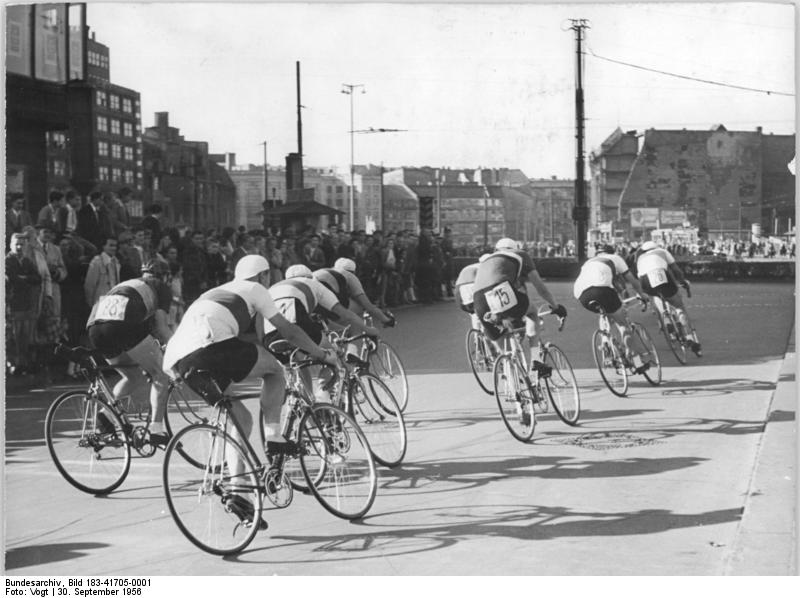
Rund um Berlin 1956

Rund um Berlin 1956 war die 51. Austragung des ältesten deutschen Eintagesrennens Rund um Berlin. Es fand am 29. Juli über 230 Kilometer statt.

## Rennverlauf
Start und Ziel war in Berlin-Weißensee. Das Straßenradrennen war zugleich der letzte Lauf um die DDR-Meisterschaft im Straßenrennen.
Viel Kritik gab es von den Fahrern an der Auswahl der Strecke, führte diese doch über viele Abschnitte, die einen extrem schlechten Straßenzustand aufwiesen. Es gab eine Vielzahl von Materialschäden. Bei Großbeeren lösten sich Kirchhoff, Bohr und Funda vom Feld. Sie fuhren bis zum Kilometer 120 einen Vorsprung von mehr als drei Minuten heraus. Die Mitfavoriten Gustav-Adolf Schur, Rolf Töpfer und Horst Tüller versuchten ohne Erfolg mehrfach nachzufahren. Bei Bernau löste sich Kirchhoff von seinen Begleitern und erreichte das Ziel als Solist.
|     | Fahrer            | Verein                       | Zeit (h)        |
| --- | ----------------- | ---------------------------- | --------------- |
| 01. | Rudi Kirchhoff    | SC Dynamo Berlin             | 6:05:16 h       |
| 02. | Hans-Joachim Bohr | SC Einheit Berlin            | + 00:56 Minuten |
| 03. | Benno Funda       | SC Einheit Berlin            | + 01:44 Minuten |
| 04  | Erich Hagen       | SC Wissenschaft DHfK Leipzig | + 01:52 Minuten |
| 05  | Heinz Fiedler     | SC Wissenschaft DHfK Leipzig | + 01:52 Minuten |
| 06  | Johannes Schober  | SC Wismut Karl-Marx-Stadt    | + 01:52 Minuten |
| 0 … |                   |                              |                 |